# Winry Rockbell
Winry Rockbell (ウィンリィ・ロックベル; Vinrji Rokkuberu; Hepburn: Winryi Rokkuberu) Arakava Hiromu Fullmetal Alchemist című mangájának és az az alapján készült két animeadaptáció, a Fullmetal Alchemist: A bölcsek kövének nyomában és a Fullmetal Alchemist: Testvériség egyik főszereplője. Winry gyakran tölti idejét a sorozat két központi szereplőjével Edward Elric-kel és Alphonse Elric-kel, akik gyermekkori barátai. Szakterülete a műszerészet, különösen az automailnek nevezett művégtagok szerelése és javítása. Winry tartja karban az Ed karját és lábát helyettesítő automaileket is. A mangában Arakava már első fejezetekben bemutatja Winry-t a női szereplők hiánya miatt, akit egyébként a saját élete ihletett meg. Az első animeadaptációban Tojogucsi Megumi, míg a másodikban Takamoto Megumi kölcsönözte a hangját. Mindkét animesorozat angol változatában Caitlin Glass, míg a magyar változatokban Györfi Anna adta a szereplő hangját.
A mangán és az animén kívül Winry megjelenik még az első és második mozifilmben és az OVA-kban is. A 2017-es élőszereplős mozifilmben Honda Cubasza alakítja. A mangaolvasók körében a sorozat tíz legnépszerűbb szereplőjének egyike. A mangával foglalkozó folyóiratok és más sajtótermékek dicsérték jellembeli vonásait, kapcsolatát az Elric fivérekkel és sorozatbeli fejlődését.

## A szereplő megalkotása és az alapelgondolás
Arakava Hiromu Winryt eredetileg a 3. fejezetben kívánta bemutatni, tekintettel a női szereplők hiányára az első két fejezetben. Szerkesztője azonban azt válaszolta, hogy túl korai, hogy megvalósítható legyen, de Arakava minél előbb be kívánta mutatni a szereplőt fontosságára való tekintettel. Végül a 9. fejezetben mutatkozott be, amellyel Arakava elégedett volt. Úgy jellemezte Winryt, mint egy „buffert”, aki segít megértetni az Elric fivérek problémáit az olvasóval, bár Winry is nehezen tud velük beszélni a problémáikról, megérti az érzéseiket. Arakava ezért úgy gondolja, hogy hármójuk közül ő van a legnehezebb helyzetben. Winry sorozatbeli foglalkozását Arakava azon felfogása inspirálta, hogy az embereknek keményen kell dolgozniuk azért, hogy ehessenek. Az, hogy Winry és nagymamája, Pinako szívesen fogadták otthonukban az Elric fivéreket, miután azok édesanyja meghalt, rávilágít Arakava azon nézeteire, hogy hogyan kellene az embereknek reagálni a szociális problémákra. Mikor 2006-ban Arakavát megkérdezték, hogy ki a kedvenc Fullmetal Alchemist-szereplője, azt válaszolta, hogy nehéz eldöntenie, de végül Winryt, az Elric fivéreket és Riza Hawkeye-t együtt választotta. Megjegyezte, hogy roppantul élvezi Winry lerajzolását.
Az első animefeldolgozásban Tojogucsi Megumi, míg a másodikban Takamoto Megumi kölcsönözte Winry hangját. Mindkét animesorozat angol változatában Caitlin Glass volt a szereplő hangja, aki sosem gondolta volna, hogy meghallgatást kap a szerepre. Kipróbálta magát Alphonse, Rose, Buja, és Hawkeye szerepében is, végül a Spirál sorozatban is hallható „hyper” hangjának köszönhetően Winry párbeszéde egyetlen sorának felolvasása után megkapta a szerepet. Mindkét anime magyar változatában Györfi Anna adta a szereplő hangját.

## A szereplő ismertetése

### Kapcsolatai és személyisége, készségei
Winry kedvesnek, optimistának és őszintének mutatkozik be, és az Elric fivérek társaságában igazi családtagjukként viselkedik. Edwardot és Alphonse-t már gyerekkoruk óta ismeri. Winry árva lett, miután az ishvali háborúban orvosként szolgáló szülei meghaltak, azóta nagymamájával, Pinakóval él Risemboolban. Winry az „Automail Otaku”-ként ismert mindenféle gép és eszköz iránti rajongása révén és kiváló automail-készítő és szerelő lévén. Nagymamájával, aki szintén egy híres szerelő, egy kis boltot tartanak a házukban. Ő készítette Edward jobb karja és bal lába helyén lévő automaileket, miután e végtagjait elvesztette egy sikertelen humán transzmutációban, amelyben Ed és Al a halott édesanyját kívánta feltámasztani. Winry nagy gondot fordít, arra, hogy Ed automailjei biztosan a legjobb formában legyenek, amikor szükséges. Az első animében megemlítik, hogy Winry és Edward kölcsönösen osztoznak egymás iránti érzéseikben, de azt soha nem erősítik meg. A mangában és a második animében történetesen bevallja Winry, hogy szereti Edwardot és a legfontosabb a számára, de nem derül ki, hogy végül kialakult volna közöttük barátságnál szorosabb kapcsolat. A Fullmetal Alchemist Chronicle kalauzban viszont megemlítik, hogy 1917-ben összeházasodott Edwarddal és sok gyerekük született.

### A sorozatban való szereplésének áttekintése

#### Manga és Testvériség

Winry Rush Valley-ben szerelőként

Winry első megjelenése a mangában akkor történik, amikor az Elric fivérek visszatérnek Risenboolba, hogy egy új automailt kérjenek Edward számára, miután azt Sebzett elpusztította. Három napon és két éjszakán keresztül dolgozik rajta, azonban egy alkatrészt kifelejtett belőle, így széteshet harc közben. Winry ezért a fővárosba megy, hogy kijavítsa a hibát az automailen. Mikor Elricék folytatják a Bölcsek kövének keresését, Winry Rush Valley-ben csatlakozik hozzájuk. Ott találkozik és barátságot köt egy Paninya nevű zsebtolvaj lánnyal, akinek érdeklődik automail lábai iránt és meggyőzi őt, hogy tisztességesen próbáljon pénzt keresni. Winry találkozik Dominic, egy automail-szerelő családjával is, akiknek gyermekét sikeresen világja juttatja. Arra kéri Dominicet, hogy lehessen a segédje, de ezt visszautasítja, mert egyrészt nem tanít senkit, másrészt pedig van egy nem részletezett múltbéli konfliktusa, Pinakóval, akitől mindig rettegett. Viszont bemutatja egy másik szerelőnek, Garfielnek, aki örömmel felveszi dolgozni. Valamivel később visszatér a fővárosba és megtudja, hogy Maes Hughest meggyilkolták. Mikor az Elric testvérek újból összetűzésbe kerülnek Sebzettel, Winry megtudja, hogy ő ölte meg a szüleit. Egy pisztolyt fog Sebzettre, azonban Ed eléje ugrik és a földre szegezi azt. Winry letört lesz, hogy nem volt képes meghúzni a ravaszt, de Ed megnyugtatja, hogy a kezei nem életek elvételére, hanem azok megmentésére valók. Sebzett elmenekül, Winry pedig visszatér Rush Valleybe és úgy dönt, hogy ki fogja tenni a lelkét ügyfeleiért, és örül, hogy képtelen volt lőni. Arra kéri Edet és Alt, hogy ne haljanak meg, Ed pedig arra kéri, hogy legközelebb, amikor sír, az öröm könnyeit hullassa. Nem sokkal később tudatosul benne, hogy szerelmes Edbe.
Hogy engedelmességre kényszerítsék Edwardot, Winryt túszul ejti a hadsereg. Solf J. Kimblee állami alkimista az Északi Parancsnokságra hívja, mondván, hogy Edward automailje karbantartást igényel, de foglyul ejtik. Az Elric fivérek kénytelenek elfogni Sebzettet a hadsereg számára, akinek Winry később úgy kötözi be a sebeit, ahogy azt szülei tennék. Hogy szabaduljanak a hadsereg fogságából, Winry úgy dönt, hogy Sebzett túszának tetteti magát. Egy keveset tölt Liore-ban, majd egy katonai vonaton visszamegy Resemboolba. Mikor hazaér Edwardot találja a szobájában, aki elmondja, hogy egy időre elhagyja az országot. Két évvel azután, hogy az Elric fivérek visszatérnek Resemboolba, Winry és Edward bevallják egymásnak érzéseiket, az epilógusban pedig gyermekeikkel együtt láthatók.

#### Első animefeldolgozás

Winry a Shamballa hódítójában

Winry szerepe az első animefeldolgozásban eltér a mangától. Rush Valleyben találkozik Ed és Al tanárával, Izumi Curtisszel és megtudja tőle, hogy hogyan lett az első fia a Harag nevű homonculus. Winry az Elric fivérekkel folytatja útját, míg meg nem tudja két ishvali fiútól, hogy Edward felettese, Roy Mustang gyilkolta meg. Winry a Központba megy, hogy találkozzon Mustanggal, de végül nem lesz képes vele beszélni, amikor hallja több embertől, hogy mennyire tisztelik a barátjai, köztük az elhunyt Maes Hughes. Winry később találkozik a könyvtáros Sheskával, aki azt gyanítja, hogy Juliet Douglas, azaz Rest lehet felelős Hughes haláláért. Mindkettőjüket megtámadja Rest, de meghátrál, mikor Winry Ed és Al anyját látja benne. Winry és Sheska Resemboolba mennek, hogy beszéljenek az Elric fivérekkel Restről. Ed és Al hamarosan a homonculusokkal kerül harcba, de csak Al tér vissza, Ed egy párhuzamos univerzumban találja magát. Mikor Ed is visszatér a Shamballa hódítója című filmfolytatásban, Winry sírva öleli át, és közli vele, hogy új automaileket készített a számára. Mikor Edwardnak újra el kell mennie, Winry folytatja az automailek készítését a nagymamájánál.

#### További megjelenései
A 2007-es OVA-ban a részeg Winry összetűzésbe kerül Edwarddal, mivel egy magazinban képek jelentek meg róla Noah-val. A második OVA-ban Edward nagyapaként jelenik meg, akinek három unokája van, és az egyik hasonlít Winryre. A harmadik OVA-ban nem jelenik meg, csak Irigy veszi fel az alakját, mivel Kapzsi elrabolta Alphonse-zal együtt. Winry image song albuma, a Hagaren Song File - Winry Rockbell (Hagaren Song File - ウィンリィ・ロックベル) 2009. június 22-én jelent meg és szereplő első szinkronhangja, Tojogucsi Megumi adja elő rajta a szereplő ihlette dalokat.
Winry megjelenik a Fullmetal Alchemist: Milos szent csillaga mozifilmben, de jelentősebb szerephez nem jut. A 2017-es élőszereplős mozifilmben Honda Cubasza alakítja.

## Kritikák és a szereplő megítélése

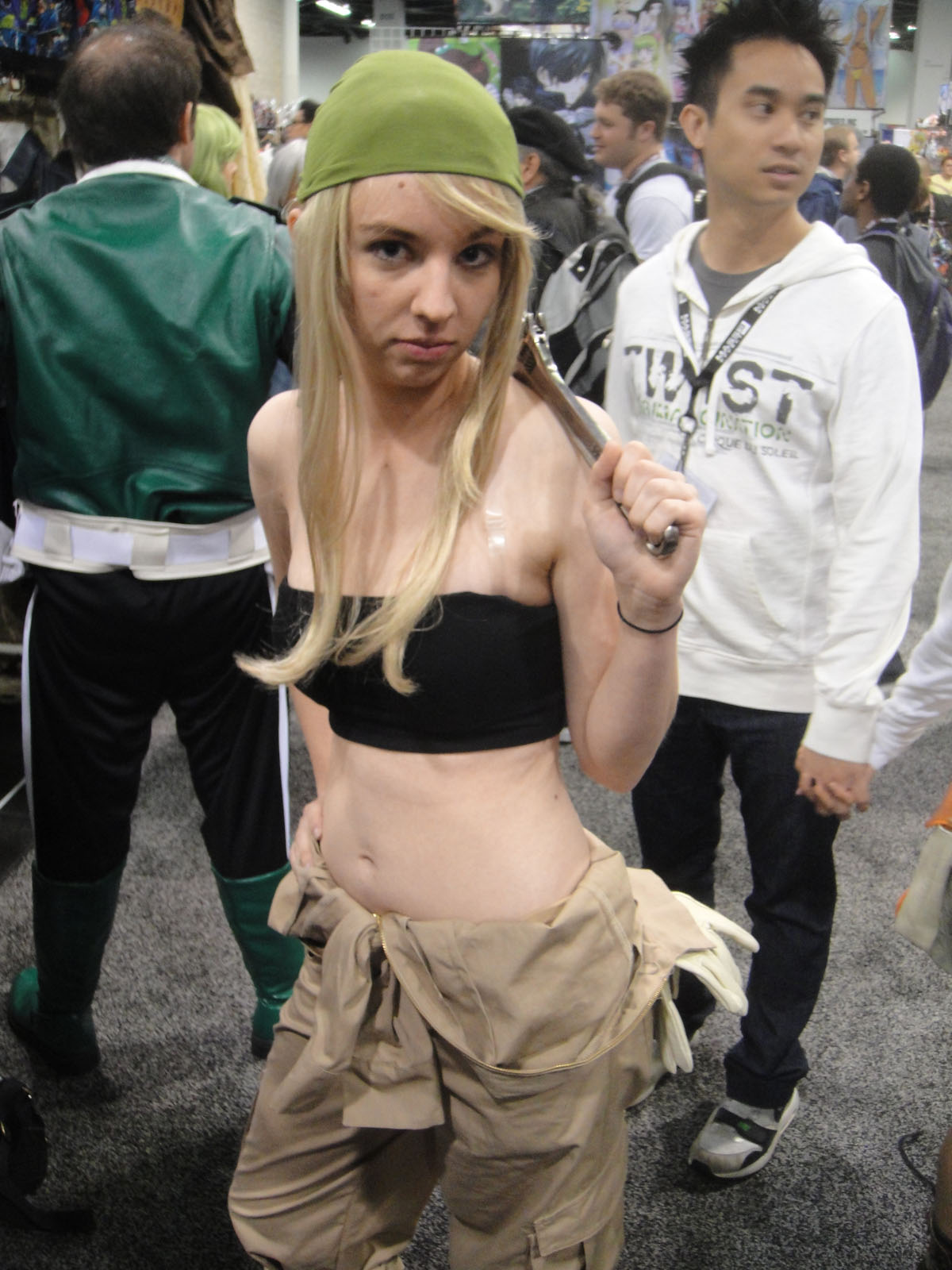
Winrynek öltözött cosplay-jelmezes a 2012-es WonderConon

A Gekkan Sónen Ganganban publikált mangák népszerűségi felmérésein Winry általában az első tízben végzett, 2009-ben az ötödik helyet érte el. A Newtype magazin 2009 júliusi számában megjelent közvélemény-kutatáson Winryt a kilencedik legjobb női animeszereplőnek választották. Az Animage 2004-es Anime Grand Prix szavazásán a harmadik legnépszerűbb női animeszereplőnek bizonyult. A szereplő népszerűségének köszönhetően néhány Winryt mintázó kereskedelmi termék, mint akciófigurák, kulcstartók és felvarrható foltok is kiadásra kerültek.
Winry karakterének kritikai fogadtatása többnyire pozitív volt. Lydia Hojnacki a Pop Culture Shock írója azon női szereplők közé választotta, akiket kedvelt a Fullmetal Alchemistben, Winryt az Elric testvérekkel való kapcsolata miatt. Jarred Pine a Mania Entertainmenttől élvezte, ahogy Winry karaktere fejlődött a mangában az első animével ellentétben, kiemelve első találkozását Riza Hawkeye-vel: „Csak egy egyszerű jelenet, de kötetekbe lehetne foglalni, amit elmond a szereplőkről.” Sakura Eries (szintén Mania Entertainment) dicsérte Sebzettel való összetűzését és „könnyei határán” volt miközben olvasta. Holly Ellingwood az Active Anime írója szintén dicsérte az előbbi jelenetet és egy „érzelmi küzdelemnek” nevezte, megjegyezve, hogy ’önálló cselekedetei egyike a leglebilincselőbb elemeknek ezekben fejezetekben’. Ellingwood dicsérte Winry első animében való megjelenését is, megjegyezve, hogy „a lelkesedése és teljes odaadása akármi és minden iránt, ami mechanikus, egy örvendetes változás a megjelenését megelőző borzasztó epizódokhoz képest”. Azonban sajnálatosnak tartotta, hogy a szereplő ezután nem jelenik meg egészen addig, amíg a történet nem kezd el a Bölcsek kövének keresésére fókuszálni. Ben Moscrop az UK Anime Networktől az epizódot, amelyben az Elric fivérek és Winry Rush Valley-be mennek, úgy találta, hogy segíti a szereplő fejlődését az Elric fivérekkel való kapcsolata vonatkozásában. Carlo Santos az Anime News Network kritikusa dicsérte megjelenését a fagyos északon, és fogolyként való találkozását az Elric fivérekkel egy „egészen sorsfordító” pillanatnak nevezte.